# كوليومونت
كوليومونت (بالفرنسية: Coullemont)‏ هي بلدية تقع في إقليم باد كاليه من منطقة نور با دو كاليه في شمال فرنسا. تبلغ مساحة هذه المدينة 4.04 (كم²)، وترتفع عن سطح البحر 146 م، يبلغ عدد سكانها 105 نسمة حسب إحصاء المعهد الوطني للإحصاء والدراسات الاقتصادية سنة 2009 م. وترأس Jean-Marie Camus البلدية خلال فترة (2008-2014).